# Remacle Leloup

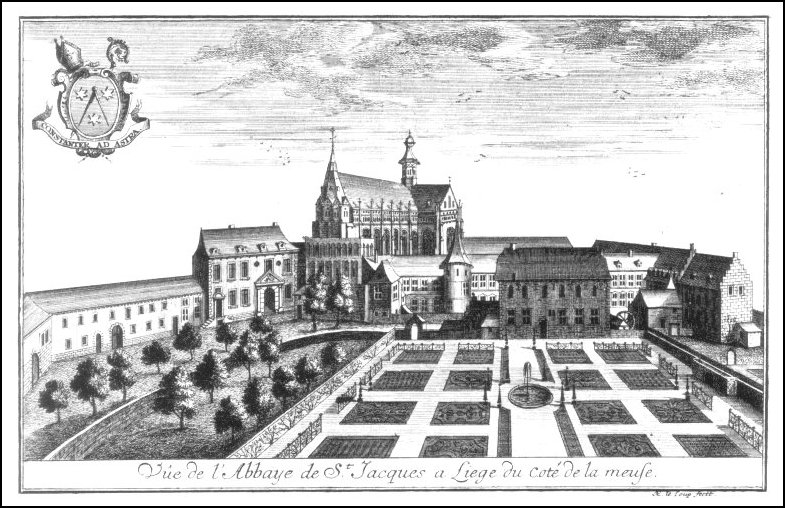
Gezicht op de voormalige Sint-Jacobsabdij van Luik rond 1735, door Remacle Leloup

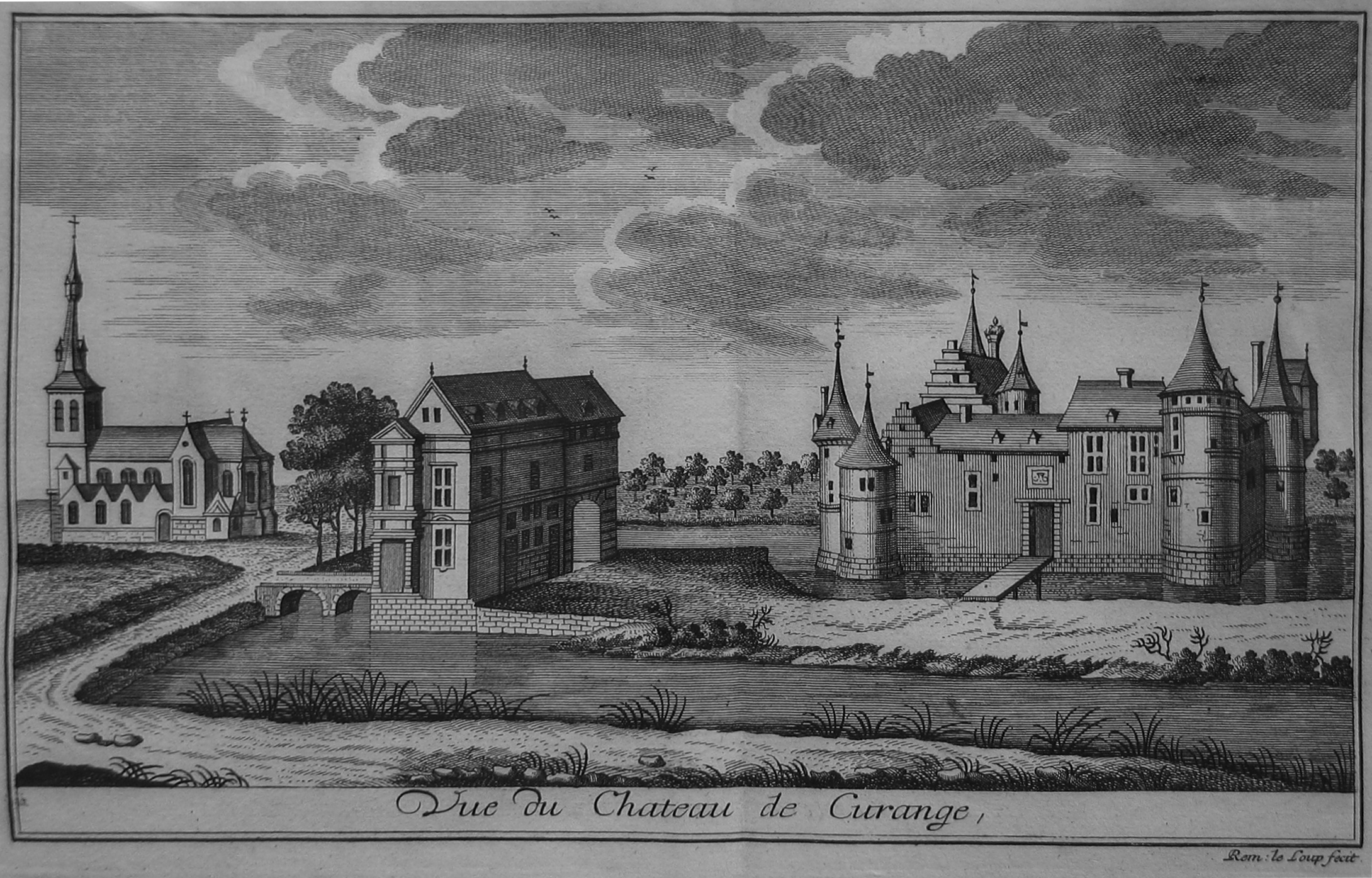
Kasteel van Kuringen - Het Stadsmus (Hasselt)

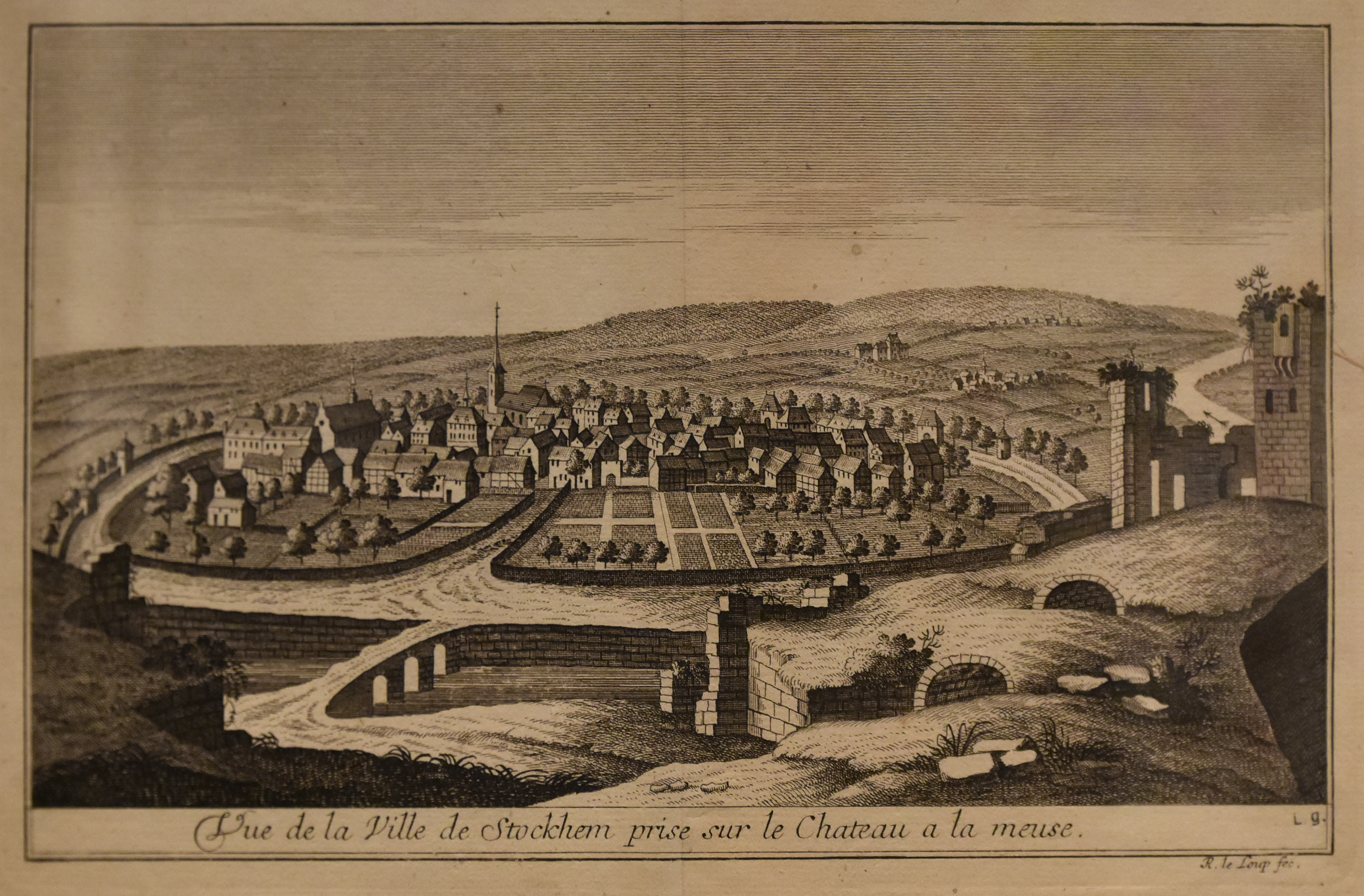
Gezicht op Stokkem vanaf het kasteel aan de Maas

Remacle Leloup, ook als Remacle Le Loup geschreven (Spa, 8 april 1694 – 12 mei 1746) was een tekenaar die bekend is om zijn stadsgezichten en tekeningen van gebouwen en monumenten uit het prinsbisdom Luik.
Recent onderzoek heeft uitgewezen dat hij in 1694 werd geboren en niet in 1708, zoals nog veel bronnen aangeven. Hij huwde in 1729 Marie-Thérèse Duloup in zijn geboortestad en ze hadden zes kinderen. In 1730 kocht hij een huis op de Grote Markt voor 1245 Brabantse florijnen.

## Werken
Le Loup maakte voor Les Délices du Pays de Liège (1744, uitgegeven bij Evrard Kints) meer dan 200 zichten op kastelen, steden, abdijen en klooster. Niet al zijn tekeningen zijn gepubliceerd in de vorm van kopergravures in de oorspronkelijke uitgave. Rond 1900 publiceerde de Societé des Bibliophiles liégeois lithografieën van de resterende tekeningen. De originele tekeningen van Le Loup bevinden zich in de Bibliothèque Ullysse Capitaine in Luik.

## Overzicht

### Provincie Limburg
Beringen
- Gezicht op de stad Beringen (kopergravure)

Bilzen
- Gezicht op de stad Bilzen (kopergravure)
- Gezicht op het kasteel Groenendaal (kopergravure)
- Gezicht op het kasteel en de commanderij van Alden Biesen (lithografie)
- Gezicht op het kasteel van Zangerij (lithografie)
- Gezicht op Munsterbilzen (lithografie)

Borgloon
- Gezicht op de stad Borgloon (kopergravure)
- Gezicht op het kasteel van Opleeuw (kopergravure)
- Gezicht op het kasteel van Hoepertingen (kopergravure)

Bree
- Gezicht op de stad Bree (kopergravure)

Dilsen-Stokkem
- Gezicht op het kasteel van Dilsen (kopergravure)
- Gezicht op de stad Stokkem (kopergravure)

Gingelom
- Gezicht op het kasteel van Hasselbroek (kopergravure)

Hamont-Achel
- Gezicht op de stad Hamont (kopergravure)
- Het klooster van de Franciscanessen in Achel (lithografie)
- De Sint-Jozefkluis bij Achel (lithografie)

Hasselt
- Gezicht op de stad Hasselt (kopergravure)
- Gezicht op de abdij van Herkenrode (kopergravure)
- Gezicht op het kasteel van Kuringen (kopergravure)

Heers
- Gezicht op het kasteel van Bovelingen (kopergravure)

Herk-de-Stad
- Gezicht op de stad Herk (kopergravure)

Heusden-Zolder
- Gezicht op het kasteel van Terlaemen (lithografie)
- Gezicht op het kasteel van Vogelsanck (lithografie)

Houthalen-Helchteren
- Gezicht op het kasteel van Helchteren (lithografie)

Lanaken
- Gezicht op de abdij van Hocht (lithografie)
- Gezicht op het kasteel van Pietersheim (lithografie)

Lummen
- Gezicht op het kasteel van Loye (lithografie)
- Gezicht op het kasteel van Lummen (lithografie)

Maaseik
- Gezicht op de stad Maaseik (kopergravure)

Meeuwen-Gruitrode
- Gezicht op commanderij van Gruitrode (lithografie)

Nieuwerkerken
- Gezicht op het kasteel van Binderveld (kopergravure)

Peer
- Gezicht op de stad Peer (kopergravure)

Riemst
- Gezicht op het kasteel van Genoelselderen (kopergravure)
- Gezicht op het kasteel van Millen (lithografie)

Sint-Truiden
- Gezicht op de stad Sint-Truiden (kopergravure)
- Gezicht op het kasteel van Bernissem, commanderij van de Teutoonse Orde (lithografie)
- Gezicht op het klooster van Sint-Hiëronymusveld nabij Zepperen (lithografie)

Tessenderlo
- Gezicht op de abdij van Averbode kloosterlingen van de Heilige Norbertus (lithografie)

Tongeren
- Gezicht op de stad Tongeren (kopergravure)
- Gezicht op de collegiale kerk van Tongeren (kopergravure)
- Gezicht op het kasteel van Hamal (kopergravure)
- Gezicht op het kasteel van Betho (kopergravure)
- Gezicht op het begijnhof van Tongeren (lithografie)
- Gezicht op het kasteel van s'Herenelderen (lithografie)
- Gezicht op kasteel Scherpenberg (lithografie)

Voeren
- Gezicht op een landhuis in Navagne (lithografie)